# Theuma walteri
Theuma walteri är en spindelart som först beskrevs av Simon 1889.  Theuma walteri ingår i släktet Theuma och familjen Prodidomidae. Inga underarter finns listade i Catalogue of Life.